# Stenodrillia
Stenodrillia là một chi ốc biển, là động vật thân mềm chân bụng sống ở biển trong họ Turridae.

## Các loài
Các loài thuộc chi Stenodrillia bao gồm:
- Stenodrillia horrenda (Watson, 1886)[2]